# Lijn M5 (Métro Léger de Charleroi)
Lijn M5 is een in aanbouw zijnde lightrail-lijn van de Métro Léger de Charleroi, in Charleroi en Châtelineau (gemeente Châtelet). De lijn loopt van een nieuw station Les Viviers bij het in aanbouw zijnde ziekenhuis (Grand Hôpital de Charleroi) bij Gilly, naar het in de jaren '80 en '90 van de 20e eeuw aangelegde, maar nooit in gebruik genomen, traject onder winkelcentrum CORA via de wijken van Montignies-sur-Sambre naar station Waterloo op de centrale ring. Vanaf station Waterloo gaat de lijn, tegen de klok in, volledig over de centrale ring en gaat via de keerlus bij station Waterloo weer terug naar Les Viviers.
Deze lijn werd in 2021 aangekondigd en de werken startten in november 2023, met een voorziene opening in augustus 2026, tegen totale kosten van 60 miljoen euro.
Na Corbeau zou, volgens de oorspronkelijke plannen, de lijn verder lopen richting Châtelineau, deels over de bedding van spoorlijn 119. Hiertoe is al een tunnel onder de R3 vrijgehouden, deze wordt in dit plan niet gebruikt.

## Toegankelijkheid
Het lightrailnetwerk van Charleroi is slecht toegankelijk voor minder validen. Binnen in de Light Rail Véhicule-trams is een trede, alleen de rond 2023-2025 verbouwde stellen hebben bij één deur een rolstoelplank waardoor rolstoelgebruikers in kunnen stappen.
De meeste van de als metrohaltes gebouwde stations hebben een gelijkvloerse instap tot aan deze onderste trede, maar de stations die op een viaduct of in een tunnel zijn gebouwd, zijn vaak alleen toegang per (rol)trap. Stations Corbeau, Roctieau, Champeau, Centenaire, Penée, Yernaux en Neuville zullen worden uitgevoerd met een lift, station De Cartier, Palais en Parc op de centrale ring zijn hier al mee uitgerust.
Stations Les Verviers en Gare Centrale krijgen of hebben hoge perrons die met een hellingbaan toegankelijk zijn.
Stations Tirou en Sambre hebben een instap op stoephoogte waarbij een vrij hoge instap ontstaat.

## Galerij

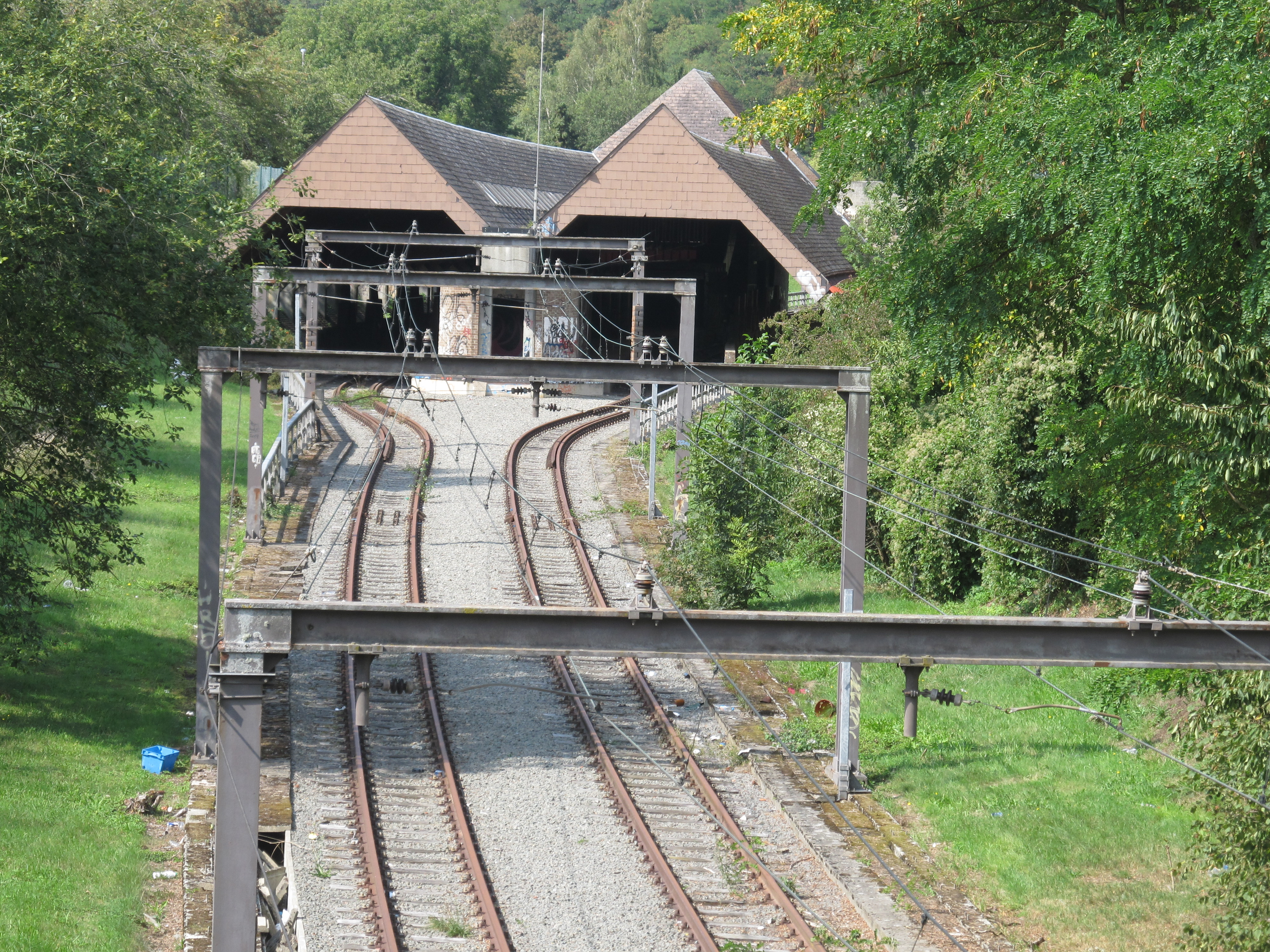
Station Pensée, nooit in gebruik genomen, maar voorzien van rails
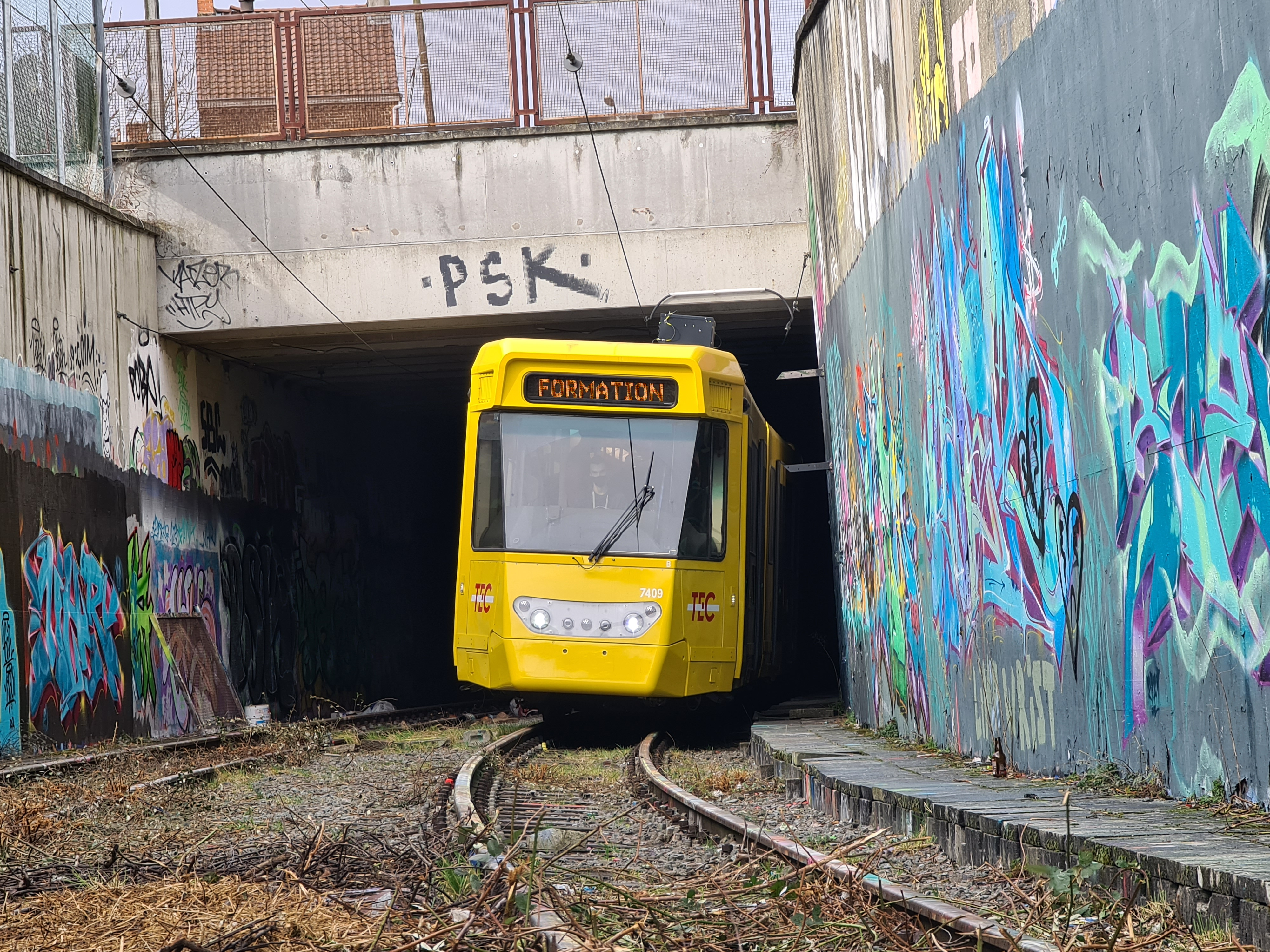
Station Centenaire, met vernieuwde BN LRV, tijdens een promotierit. Dit is het eindpunt tot waar de sporen gelegd zijn.
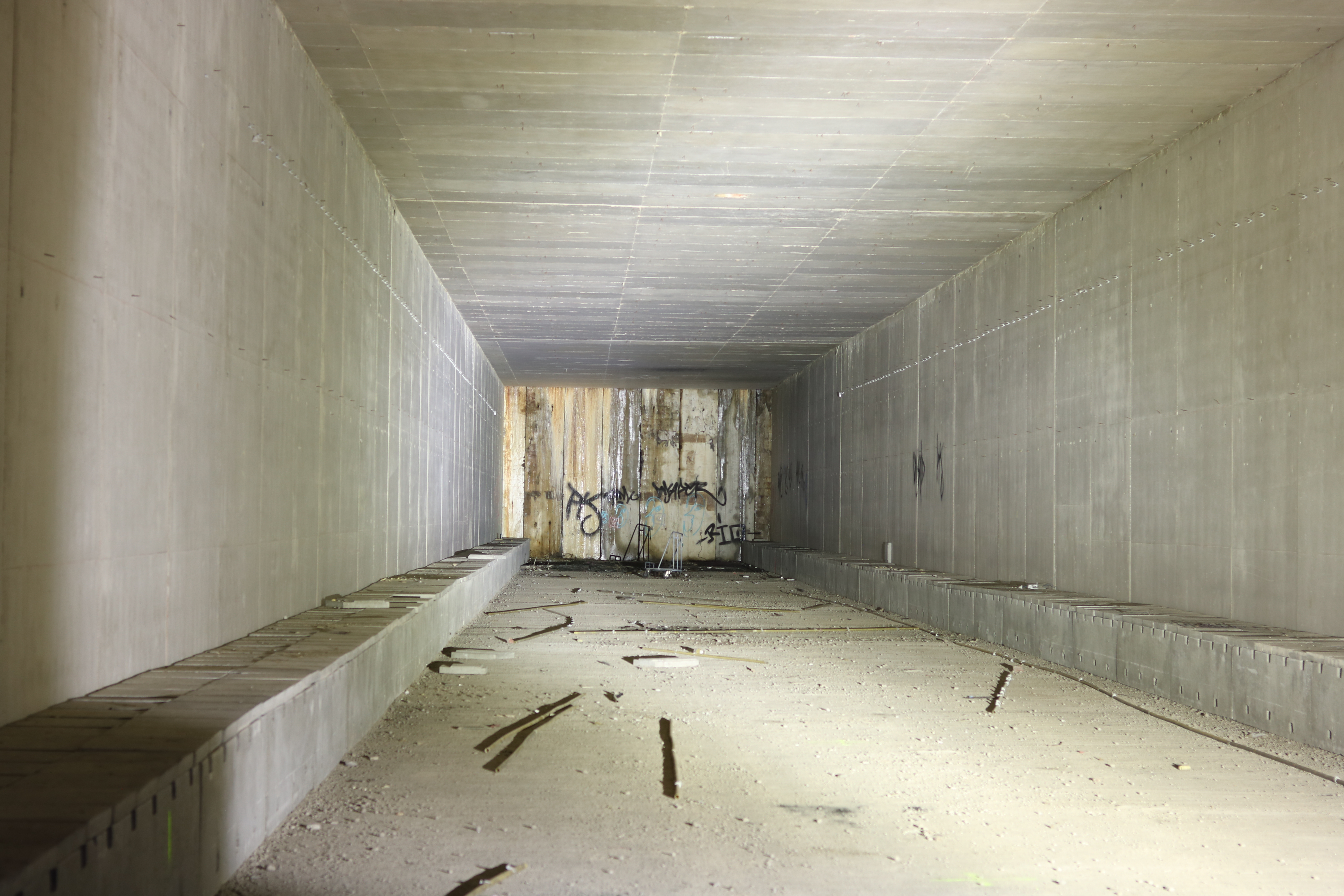
Tunneleinde onder station CORA.